# Vinično
Vinično falu Horvátországban Varasd megyében. Közigazgatásilag Visoko községhez tartozik.

## Fekvése
Varasdtól 26 km-re délre, községközpontjától 3 km-re délnyugatra az A4-es autópálya mellett fekszik.

## Története
A falunak 1857-ben 337, 1910-ben 405 lakosa volt. 1920-ig Varasd vármegye Novi Marofi járásához tartozott. 2001-ben a falunak 71 háztartása és 283 lakosa volt.

## Nevezetességei
Szent Mária Magdolna tiszteletére szentelt kápolnája egy rejtett völgyben épült a település közepén. Bár az építés ideje ismeretlen, és a kápolnát a vizitációk csak 1720-tól említik, az építés módja és a templom falaiba épített több középkori kőelem alapján feltételezhető, hogy az épület a középkorból származik. A kápolna keletelt tájolású, egyhajós, hosszúkás épület, melynek nyugati homlokzata előtt áll a zömök harangtorony, melyen keresztül lehet bemenni a templomba. A kápolna északi oldalához sekrestye csatlakozik.